# Gregory, South Dakota
Gregory är en ort i Gregory County, South Dakota, USA.